# Club de Fútbol Nules
El Club de Fútbol Nules es un club de fútbol de España, de la ciudad de Nules, Provincia de Castellón, España. Fue federado en 1931. Actualmente juega en la Primera Regional de la Comunidad Valenciana, séptima división del fútbol español.

## Historia

### Inicios
El primer club federado que existió en Nules fue el F.C. Nules, inscrito en la  Federación Valenciana de Fútbol el 19 de octubre de 1931.
Empezó a jugar sus partidos en el Campo del Calvario, así llamado por la cercanía al Calvario de la localidad. Vicente Romero Gozalbo fue el primer presidente de la historia del club. El equipo empezó a competir en la Segunda Regional de la Comunidad Valenciana, concretamente en la Segunda categoría regional C, jugando contra equipos como el CD Onda, CD Almazora, Gandía CF, Ontinyent  CF o Llíria CF.
En la temporada 1934-35 el Nules militó en un peldaño superior, la Segunda regional A, y escribió una brillante página en su historia, al proclamarse Campeón Regional frente al CD Burriana, al que goleó por 6-1 en el campo de Mestalla el 6 de enero de 1935. Esta prometedora trayectoria se vio frustrada por el inicio del conflicto armado en 1936, y la sociedad fue provisionalmente disuelta.

### Años 40 y desaparición
Tras el conflicto, el club se reorganiza con el nombre de C.F. Nules, militando en 2ª categoría regional y quedando campeón de grupo y campeón provincial, superando en la final al CD Castellón. El Nules consiguió su segundo título regional amateur, ante el Olímpico de Catarroja, venciendo por 2-1 en el campo de Mestalla, el 5 de mayo de 1940. Después de varias temporadas rindiendo a buen nivel en la Primera Regional, el CF Nules asciende a 3ª División, en la cual milita la temporada 43/44 quedando en quinta posición, aunque una reestructuración de la categoría para la temporada siguiente llevó al club a categoría regional, categoría en la que arrastró graves problemas económicos de su paso en tercera y les llevó a la desaparición en 1946.

### El club actual
Tras varios intentos fallidos de reunificar las fuerzas locales para refundar de nuevo el club, en 1951 se consigue por fin dicho anhelo. Se habilitó un nuevo campo de fútbol, conocido en la actualidad como Estadio Noulas, y se nombró presidente de la refundación del club a Vicente Roselló Martínez.
El club empezó de nuevo su trayectoria en la 2ª Regional, pero pronto se consolidó en la 1ª Regional, y posteriormente en la Regional Preferente, creada en 1970. Sus clasificaciones en la liga fueron discretas. Podemos destacar el 4º puesto conseguido en la 67/68. Esa misma temporada el Nules jugó un partido amistoso en el Estadio Noulas contra el Valencia C. F., plagado de figuras de nivel internacional como Waldo.

### Años 80 y ascenso a2ªB
Pero no fue hasta la temporada 1983-84 cuando se empezó a forjar el periodo más brillante de la historia del club, con el regreso a la Preferente, y sólo un año después con el salto a la 3ª División la temporada 1985-86, categoría en la que no se había militado desde el año 1944. El histórico ascenso conseguido en Buñol, donde el Nules venció por 1-7, desató la euforia en la ciudad y el número de socios aumentó de forma muy considerable.
El retorno a la 3ª División fue sensacional. El equipo acabó en 3ª posición, solo por detrás del CF Gandía y UD Alzira. Cada vez se veía con mayor ilusión la posibilidad de un histórico ascenso a la 2ªB. Y el sueño se hizo realidad el 19 de junio de 1988, con el empate (2-2) conseguido en el campo del Pla de Villajoyosa, donde más de 1.200 seguidores arroparon a los jugadores del Nules y celebraron por todo lo alto el ascenso a 2ªB. Más de 3.000 personas recibieron al equipo en la Plaza Mayor de Nules, y el ascenso se convirtió en todo un acontecimiento en la ciudad. En la temporada 88-89, el Nules debutó en la nueva categoría. Cuartango, el buen centrocampista santanderino, fichado esa misma temporada, fue el autor del primer gol del Nules en Segunda División B, de un potente disparo desde fuera del área que se coló por toda la escuadra. Fue en el encuentro ante el Lorca CF celebrado en el Estadio Noulas, que presentaba un lleno histórico con más de 4.000 espectadores en las gradas. En la segunda parte, el Nules por medio de un gol marcado por el veloz extremo, Naixes, procedente del Mestalla, dio la victoria a su equipo, finalizando el partido con el resultado de 2-1. Sin embargo, las ilusionantes perspectivas del club no fueron tales y el equipo no pudo mantener la categoría en 2ªB, debido a numerosos problemas económicos, que hizo que el Club a finales de la primera vuelta del campeonato de liga, tuviera que desprenderse de algunos de sus mejores futbolistas, como fue el caso de Cuartango, al no poder pagarles sus nóminas y cuando aún no estaban en posiciones de descenso, haciendo una meritoria primera vuelta, ganando a equipos como el Hércules de Alicante, Eldense, Olimpic de Játiva y Lorca y cosechando empates contra el Granada, Villarreal, Ceuta y Almería.

### Actualidad
El descenso propició muchos cambios en la plantilla, y en el retorno a la 3ª División, el Nules acabó en octava posición. Las estrecheces económicas derivadas del paso por la 2ªB fueron el motivo de la pésima temporada 90-91, en la que el Nules se despidió de la Tercera División. Todavía tuvo que pasar un par de temporadas en 1ª Regional, hasta que el equipo se estabilizó en Preferente, llegando a disputar una promoción de ascenso a 3ª División la campaña 94-95, en la que el Español de San Vicente apeó al Nules del ascenso. Desde ese año, las estrecheces económicas han condenado al Nules a un segundo plano en el fútbol autonómico. 

## Uniforme
- Uniforme titular: Camiseta roja, pantalón azul, medias azules.
- Uniforme alternativo: Camiseta blanco, pantalón rojo, medias blancas.

## Estadio Noulas
El C.F. Nules jugó sus partidos en el viejo Estadio Noulas desde el año 1951 hasta el 2009. Esta histórica instalación ha sido protagonista de innumerables espectáculos deportivos de primer nivel, siendo punto de inicio y final de diversas etapas de la Vuelta Ciclista a España, la Vuelta Ciclista a la Comunidad Valenciana, así como partidos de fútbol de Copa del Rey y de 2ª División B disputados por el C.F. Nules.
Desde enero de 2011 la ciudad de Nules cuenta con unas nuevas instalaciones deportivas que han sustituido al histórico campo del Noulas. El Nuevo Estadio Noulas se compone de un campo de césped artificial de 101x60 metros, y otro de fútbol 7 de 50x30 metros, también de césped artificial. Las instalaciones incluyen una tribuna cubierta y accesible con capacidad para 1000 espectadores, palcos, marcador electrónico, cafetería, 6 vestuarios, taquillas, zona para salto de longitud y un espacio para una posible ampliación de la piscina cubierta anexa al Estadio. La capacidad total del recinto es de unos 3.500 espectadores.
Desde el pasado mes de mayo de 2015 el Estadio Noulas se denomina oficialmente "Estadi Noulas - Camp Municipal Antonio Pérez Balada", en honor al histórico jugador del CF Nules, CD Castellón, Atlético de Madrid y Valencia CF, natural y residente en Nules. 

## Datos del club
- Temporadas en 2ªB: 1
- Temporadas en 3.ª: 6
- Temporadas en Regional Preferente de la Comunidad Valenciana: 31
- Temporadas en Primera Regional de la Comunidad Valenciana: 34
- Mejor puesto en la liga: 20º (2ªB: temporada 1988/89)

### Datos de interés
- Escuela de fútbol: 310 integrantes

## Logros y Méritos
- Campeón Tercera División (1): 1987/88
- Campeón Regional Preferente (1): 1984/85
- Campeón Copa Regional (2): 1935 y 1940